# Sirawai
Sirawai è una municipalità di terza classe delle Filippine, situata nella Provincia di Zamboanga del Norte, nella regione della Penisola di Zamboanga.
Sirawai è formata da 34 baranggay:
- Balatakan
- Balonkan
- Balubuan
- Bitugan
- Bongon
- Catuyan
- Culasian
- Danganon
- Doña Cecilia
- Guban
- Lagundi
- Libucon
- Lubok
- Macuyon
- Minanga
- Motong
- Napulan

- Panabutan
- Piacan
- Piña
- Pisa Puti
- Pisa Itom
- Pugos
- Pula Bato
- Pulang Lupa
- Saint Mary (Pob.)
- San Nicolas (Pob.)
- San Roque (Pob.)
- San Vicente (Pob.)
- Sipakit
- Sipawa
- Sirawai Proper (Pob.)
- Talabiga
- Tapanayan